# 모함메드 알루바이에
모함메드 파라지 사이드 알루바이에 알야미(아랍어: محمد فرج سعيد الربيعي اليامي, Mohammed Faraj Saeed Al-Rubaie Al-Yami, 1997년 8월 14일 ~ )는 사우디아라비아의 축구 선수로 포지션은 골키퍼이며 현재 사우디 프로리그의 알힐랄에서 활약하고 있다.